# 1674
| 1674               |
| ------------------ |
| Dødsfald - Fødsler |
| • Begivenheder     |

| Gregoriansk kalender | 1674 MDCLXXIV           |
| Ab urbe condita      | 2427                    |
| Armensk kalender     | 1123 ԹՎ ՌՃԻԳ            |
| Kinesiske kalender   | 4370 – 4371 癸丑 – 甲寅 |
| Etiopisk kalender    | 1666 – 1667             |
| Jødisk kalender      | 5434 – 5435             |
| Hindukalendere       |                         |
| - Vikram Samvat      | 1729 – 1730             |
| - Shaka Samvat       | 1596 – 1597             |
| - Kali Yuga          | 4775 – 4776             |
| Iransk kalender      | 1052 – 1053             |
| Islamisk kalender    | 1085 – 1086             |

Konge i Danmark: Christian 5. 1670-1699
Se også 1674 (tal)

## Begivenheder
- 21. maj - Johan 3. Sobieski vælges til ny konge af Polen

## Dødsfald
- 14. marts - Erik Gabrielsson Emporagrius, svensk professor og biskop (født 1606)
- 8. november – John Milton, engelsk forfatter